# マルグレーテ1世
マルグレーテ1世（Margrete I, 1353年3月 - 1412年10月28日）は、デンマーク摂政（1387年 - 1412年）、ノルウェー摂政（1380年 - 1412年）、北欧連合王国の実質支配者（1397年 - 1412年）でカルマル同盟の締結者。正確に国王ではなかったが、実質的にデンマーク、ノルウェー、スウェーデンの北欧3国を支配し、国王と扱われる。

## 生涯
マルグレーテはデンマーク王ヴァルデマー4世の次女として生まれ、10歳でノルウェー王ホーコン6世に嫁いだ。1375年にヴァルデマー4世が急逝すると、ヴァルデマー4世には息子がいなかったため、娘のノルウェー王妃マルグレーテが実権を掌握するようになった。
マルグレーテはデンマーク王国参事会を味方に就け、当時5歳の息子をオーロフ2世としてデンマーク王位に即位させ、マルグレーテ自身は摂政となった。1380年にホーコン6世が死去すると、オーロフ2世はオーラヴ4世としてノルウェーの王位も継承し、マルグレーテもノルウェーの摂政に就任した。こうして、まずデンマークとノルウェーの同君連合（デンマーク・ノルウェー連合王国）が成立し、マルグレーテは実質的な支配者としてデンマークとノルウェーに君臨した。
1387年、オーロフ2世が17歳で急死した。当時北欧では女性の王位継承は認められていなかったが、デンマークの参事会はマルグレーテをデンマーク王国全体の後見人に選出した。女王の称号こそなかったが、マルグレーテは実質的な女王となり、次期国王を選出する権限を得た。1388年にはノルウェーもマルグレーテに同様の称号を承認した。マルグレーテは後継者として姉インゲボーの娘マーリアの息子で、自身の又甥にあたるポメラニア公国に生まれたエーリヒを指名し、エーリヒはまずノルウェー王として認められた（エイリーク3世）。

最盛期のカルマル同盟（16世紀初頭）

一方、スウェーデンではオーロフ7世（オーラヴ4世）の祖父（ホーコン6世の父）でノルウェー王兼スウェーデン王であったマグヌス・エーリクソンが1364年に追放され、ノルウェーに亡命するという事件が起こっていた。スウェーデンの貴族はノルウェーのホーコン6世がスウェーデン王になるのを避けるため、北ドイツのメクレンブルク公子アルブレヒト（アルブレクト）を国王に選出した。マルグレーテの最大のライバルはこのスウェーデン王アルブレクトだったが、デンマークは1389年にスウェーデンと戦って勝利、アルブレクトを捕虜とし、スウェーデンに対する優位性を認めさせた。マルグレーテは、捕虜となったアルブレクトに廃位をせまった。
1396年、マルグレーテはエーリヒをデンマーク王（エーリク7世）及びスウェーデン王（エリク13世）として即位させ、北欧3国は実質的に同君連合となった。翌1397年にはマルグレーテの主導でカルマル同盟が結ばれ、デンマークを中心とする国家連合が成立した。この同盟により北欧3国はスウェーデンが独立する1523年まで同じ王を戴くことになる。マルグレーテは、正式な王ではなかったが、幼い王の摂政であり、1412年に死去するまで3国の後見人として、北ヨーロッパを統合するカルマル同盟の実質的な支配者として采配をふるった。